# Джонни Замша
«Джонни Замша» (англ. Johnny Suede) — фильм, снятый в 1991 году, режиссёрский дебют сценариста и режиссёра Тома Дичилло.

## Сюжет
Джонни Замша — молодой человек с особой точкой зрения и невообразимой причёской, который хочет стать звездой рок-н-ролла, как его идол — Рики Нельсон. У героя есть все принадлежности стиля, кроме пары замшевых ботинок. Однажды ночью, покинув ночной клуб, Джонни получает словно манну небесную пару замшевых ботинок. В скором времени Джонни встречает Дарлетт, знойную богемную красавицу. С ней он проводит ночь. И, несмотря на приятеля Дарлетт, который не расстается со своим пистолетом, Джонни начинает встречаться с Дарлетт каждый день. Однако, когда Джонни вынужден заложить свою гитару, Дарлетт по непонятным причинам покидает его. Деке, приятель Джонни, помогает ему выкупить гитару. Подавленный расставанием с Дарлетт, Джонни бесцельно бредёт по жизни, когда неожиданно встречает Ивонн, женщину более мудрую, чем сам Джонни, которая даёт ему понять, что есть в жизни вещи, гораздо важнее, чем пара замшевых ботинок.

## В ролях
| Актёр             | Роль               |
| ----------------- | ------------------ |
| Брэд Питт         | Джонни Замша       |
| Ричард Бо         | человек в смокинге |
| Шерил Коста       | женщина в аллее    |
| Михаэль Лучано    | мистер Клэпп       |
| Кельвин Левелс    | Дэке               |
| Ник Кейв          | Фрик Сторм         |
| Сэмюэл Л. Джексон | Би-Боп             |

## Дополнительные факты
Первоначально режиссёр Том Дичилло хотел играть роль Джонни самостоятельно